# Драго Хедл
Драго Хедл (хорв. Drago Hedl, 29 січня 1950 року, Осієк) — хорватський письменник, журналіст, репортер, сценарист і літературний критик. Автор низки резонансних журналістських розслідувань. Лауреат літературних, журналістських і правозахисних премій та нагород. Здобув ступінь бакалавра за спеціалізацією «Югославська література» в Педагогічній академії в Осієку. 

## Життєпис
Драго Хедл народився 29 січня 1950 року в Осієку (Хорватія).
Закінчив літературний факультет у Загребському університеті. 
Кар'єру письменника розпочав в 1975 році. З 1980 року професійно займається журналістикою. З 1986 по 1991 рік був головним редактором газети «Glas Slavonije» в Осієку. 
Після початку сербсько-хорватської війни Хедл відмовилася брати участь у пропагандистських кампаніях і актах розпалювання ненависті. Через це він був звільнений після того, як до редакції газети увірвалися озброєні бойовики ХДС під командуванням Бранимира Главаша.
З 1991 по 1994 рік був військовим кореспондентом газети «Slobodna Dalmacija», редакція якої розташовувалася у Спліті. Він приєднався до Інституту висвітлення війни і миру (IWPR), який базувався в Лондоні. Там заснував організацію War Report, в рамках якої кілька років, керував програмами для навчання молодих журналістів по всьому Балканському регіону. Пізніше Хедл писав для Feral Tribune і Novi list. Крім написання статей для хорватських ЗМІ Хедл був співробітником Радіо Свобода, його статті публікувалися в таких виданнях як The Guardian, The Times і WOZ Die Wochenzeitung. З 2008 року і до свого виходу на пенсію в 2015 році він працював в загребській газеті Jutarnji list як глава Осієкського кореспондентського відділення та в якості головного «журналіста-розслідувача» газети. З тих пір він є провідним журналістом-розслідувачем інформаційного порталу Telegram.hr.

## Розслідування воєнних злочинів у Югославії
У роки війни в Югославії Драго Хедл був військовим кореспондентом. Тому частина його розслідувань присвячена саме темі війни. Хедл розкрив і опублікував історії, в яких був замішаний військовослужбовець хорватських військ, який згодом став муніципальним радником в Осієку. За даними статей Хедла, цей військовий брав участь у викраденні, тортурах і вбивствах етнічних сербів у 1991 — 1992 роках. В інших роботах Хедла розслідувалися воєнні злочини хорватських генералів проти етнічних сербів під час громадянської війни в Югославії. Хедл найбільш відомий своєю слідчою роботою для Feral Tribune і Jutarnji list в розкритті воєнних злочинів під час війни за незалежність Хорватії. Ці розслідування викликали тиск на журналіста з боку військових і правих політиків. Через репортажі і розслідування воєнних злочинів, Хедл став об'єктом критики з боку уряду, судових позовів, фізичних нападів і погроз смерті. Націоналістичні організації оголосили його ворогом народу. Остання погроза смерті надійшла в липні 2011 року. Незважаючи на це, Драго Хедл продовжував свої журналістські розслідування, в результаті яких ряд воєнних злочинців опинилися на лаві підсудних Гаазького трибуналу. Розслідування воєнних злочинів принесли Драго Хедлу нагороди і журналістські премії від журналістських і правозахисних організацій Європи.

## Розслідування про сексуальне рабство в Осієку
На початку 2000-х роках Хедл опублікував серію статей з розслідуванням сексуальної експлуатації неповнолітніх дівчат 12 — 14 років в дитячому будинку Осіека. Статті вийшли в щоденній газеті «Jutarnji list». Хедлі звинувачував ряд політиків і бізнесменів, які вступали в сексуальний контакт з неповнолітніми дівчатами і платили їм за це по 50 кун (менше семи євро) або просто давали пачку сигарет.
Ці розслідування лягли в основу романів Драго Хедла «Слов'янська трилогія». Перша її частина — «Вибіркове мовчання» — екранізована в серіалі «Зломовчення», який знімали в 2021 році в Києві і Осієку українська компанія Star Media, хорватська компанія Drugi plan та німецький дистриб'ютор Beta Film. Режисером шестисерійної стрічки став Далібор Матаніч. Головну роль виконала Ксенія Мішина. За сюжетом серіалу зникає дівчина-підліток. На її пошуки вирушає її тітка — Ольга (Мішина). Ольга дізнається про низку загадкових убивств українських дівчат, а також відстежує трафік між Києвом та Осієком, за яким їх переправляли до Європи. В ході свого розслідування головна героїня об’єднується з детективом Володимиром і журналістом Стрибором.